# Banksy

Pollard Street, East End i London

Flicka angripen av en bankomat, Rosebery Avenue i London

Banksy är pseudonym för en (eller en grupp) anonym engelsk graffiti-konstnär, politisk aktivist, filmregissör och målare.
Han är känd för sina satiriska och subversiva graffitimålningar som görs i en distinkt stencilstil. Ofta är hans verk politiska eller sociala kommentarer som han målar på toaletter, gator, väggar, gatuskyltar och broar, i början i Bristol, men numera i städer runt om i världen. Banksy bemödar sig om att hålla sin identitet hemlig, och hans utgivna böcker är skrivna under namnet "Robin Banksy". Banksy har inte varit delaktig i produktionen av de böcker som är skrivna om honom.

## Identitet
Banksys verkliga namn och ålder är inte kända, men ofta tros han vara född i Yate (nära Bristol), men det finns en stor allmän osäkerhet om hans identitet och biografiska detaljer. Namn som vid flera tillfällen har kopplats till Banksy är Robert Banks och Robin Gunningham. Enligt Tristan Manco föddes Banksy 1974 och växte upp i Bristol i England. Han var son till en fotokopieringsingenjör, praktiserade som slaktare men blev involverad i graffiti under den stora aerosol-boomen i Bristol under sent 1980-tal. Enligt en annan uppgift i tidningen The Mail on Sunday från juli 2008 sades Banksy vara en då 34-årig man vid namn Robin Gunningham från Bristol.
I olika sammanhang har det föreslagits att Robert del Naja, medlem i den brittiska musikgruppen Massive Attack skulle vara Banksy. En annan teori gör gällande att Banksy idag är en löst sammanhängande grupp som gör verk under samma pseudonym.
Simon Hattenstone från den engelska tidningen The Guardian är en av väldigt få som fått chansen att intervjua Banksy öga mot öga. Hattenstone beskriver honom som "en korsning mellan Jimmy Nail och den brittiske rapparen Mike Skinner" och som "en 28-årig man som dök upp klädd i jeans och t-shirt, med en silvertand, silverkedja och ett silvrigt örhänge".

## Verksamhet
Banksys konstverk är ofta satiriska med tonvikt på politik, kultur och etik. Hans gatukonst, som kombinerar graffiti med en distinkt stencilteknik, har dykt upp i London och i städer runt om i världen. Hans verk har sålts för upp till 40 000 amerikanska dollar och omslaget han målade för Blurs Think Tank har sålts för 57 600 brittiska pund. Angelina Jolie köpte ett av Banksys verk för motsvarande 2,7 miljoner kronor.
År 2006 målade två män över Banksys målning i full skala med två poliser som kysser varandra. Männen dömdes senare till sex månaders villkorligt.
Banksys hemsida är gjord av Steve Lazarides, en fotograf som också är Banksys agent. Lazarides har ett galleri i London som heter Laz Inc, där kan Banksys originalverk köpas.

Banksy har själv publicerat flera böcker med foton av sina verk. Hans första bok, publicerad med svartvita foton, heter Banging your head against a brick wall, och efter den kom Existencilism. 2004 gavs hans tredje bok ut, Cut it out.

Graffitimålning av Banksy, på Västbankens mur (Stora motivet till vänster). Målningen är delvis överklottrad.

Random House gav 2005 ut Wall and Piece. Den innehöll en kombination av bilder från hans tre tidigare böcker och nytt material. 2007 gavs hans femte bok ut, Wall's it all about.
År 2010 fick Banksy som första konstnär möjligheten att skapa ett eget intro till den animerade TV-serien Simpsons.
Under 2010 hade dokumentärfilmen Exit Through the Gift Shop premiär. Filmen regisserades av Banksy och handlar om gatukonst.

### Banksy i Disneyland
Banksy har genomfört många spektakulära installationer. År 2006 lyckades han få in en uppblåsbar docka i naturlig storlek vid en åkattraktion i Disneyland. Den föreställde en fånge iförd fångdräkt som den fångarna på Guantanamobasen hade. Dockan var placerad i den park där åkattraktionen ”Big Thunder Mountain Railroad” går. Dockan sades vara en protest mot de omänskliga förhållanden som rådde på fängelset. Dockan fick vara kvar i en och en halv timma innan åkattraktionen stängdes och dockan togs bort.

### Banksy på muren mellan Israel och Västbanken (Palestina)
På den 68 mil långa muren som Israel byggt mellan Israel och Västbanken har Banksy målat nio olika motiv. 
Samtliga motiv är målade på den palestinska sidan. Det gemensamma för dem är att de på något sätt visar öppningar i muren eller möjlighet att ta sig igenom, förbi eller över muren.

## Verk i urval

Girl with Balloon (Love is in the Bin).
Två poliser som kysser varandra, medan fotbollsspelaren George Best (Manchester United) tittar på, Brighton.
Flicka som blir angripen av en bankomat, Rosebery Avenue, London-
Flicka kroppsvisiterar soldat, Betlehem.
Anarkistråtta av Banksy.
"Naken man" av Banksy, i Park Street, Bristol. Efter stort folkligt stöd beslutade stadsfullmäktige att låta den vara kvar.
Charles Manson i en fängelseklädsel som liftar till "vart som helst", Archway, London.
Fredsduva i skottsäker väst med olivkvist i näbben, husvägg i Betlehem.
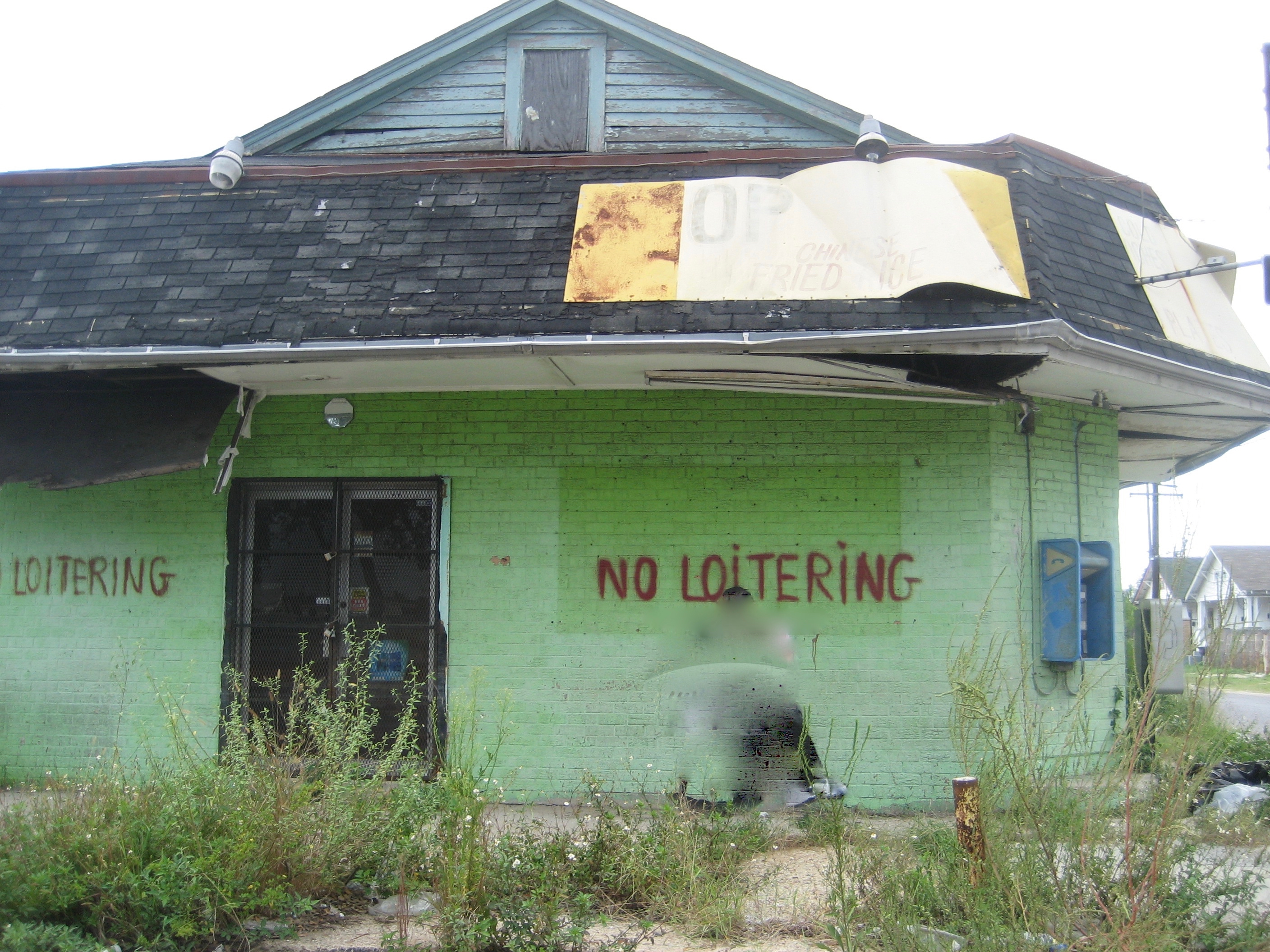
Man i gungstol med amerikansk flagga, med väggtexten "No loitering", vid bankomat i Lower 9th Ward i New Orleans.
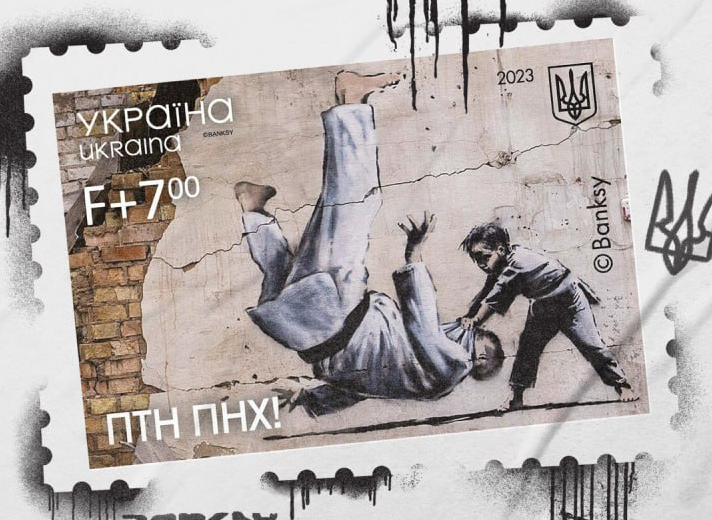
Frimärke: Ukraina och Putin (David och Goliat)

## Filmografi
- Exit through the gift shop (premiär 2010)[15]